# Малое Мельничное
Малое Мельничное — деревня в Угличском районе Ярославской области. Входит в состав Слободского сельского поселения.

## География
Находится в юго-западной части Ярославской области на расстоянии приблизительно 10 км на север-северо-восток по прямой от административного центра района города Углич на правом берегу Волги.

## История
Деревня была отмечена еще на карте 1798 года. В 1859 году здесь (деревня Угличского уезда Ярославской губернии) было учтено 4 двора, в 1898 — 4.

## Население
Численность населения: 23 человека (1859 год), 6 (русские 100 %) в 2002 году, 7 в 2010.